# Arthur (Illinois)
Arthur – wieś w Stanach Zjednoczonych, w stanie Illinois, w hrabstwie Douglas.